# Babe (canción de Hyuna)
«Babe» (en hangul, 베베; romanización revisada, Bebe; estilizado como BABE) es un sencillo grabado por la cantante surcoreana Hyuna para su sexto EP, Following (2017). Fue escrito por Hyuna, Shinsadong Tiger y Beom X Nang, y producido. por los últimos dos. La canción fue publicada el 29 de agosto de 2017 como junto a Following. Hyuna interpretó la canción en varios programas musicales de Corea del Sur, incluyendo Music Bank e Inkigayo.
La canción debutó en el puesto 16 de Gaon Digital Chart.

## Composición
«Babe» fue escrita por Hyuna, Shinsadong Tiger y Beom X Nang y producida por los dos últimos.

## Actuación comercial
La canción debutó en el puesto 16 de Gaon Digital Chart, en la semana del 27 de agosto al 2 de septiembre de 2017 con 65 334 descargas vendidas y 1 356 010 streams. «Babe» también debutó en la tercera posición de Gaon Social Chart en la misma semana. Entre el 3 de septiembre y 9 de septiembre de 2017, el sencillo se posicionó en el número 13. La canción se ubicó en el puesto 17 para el mes de septiembre, como un hot track, con 193 586 descargas vendidas.

## Vídeo musical
Un vídeo teaser fue publicado el 27 de agosto de 2017 en el canal oficial de Hyuna en YouTube. El videoclip se lanzó oficialmente dos días después y sobrepasó las 3 millones de visitas. El vídeo muestra a la cantante bailando en diferentes escenarios, uno de ellos en el espacio exterior.

## Promoción
Hyuna comenzó a interpretar la canción en Show Champion el 30 de agosto y continuando en M! Countdown el 31, Music Bank el 1 de septiembre, Show! Music Core el 2 e Inkigayo el 3.

## Posicionamiento en listas
| Lista (2017)                            | Mejor posición |
| --------------------------------------- | -------------- |
| Corea del Sur (Gaon Digital Chart)      | 13             |
| Corea del Sur (Gaon Social Chart)       | 3              |
| China (Chinese Music Charts)            | 14             |
| Estados Unidos (US World Digital Chart) | 5              |